# یترو ویلمز
یترو ویلمز (هلندی: Jetro Willems؛ زادهٔ ۳۰ مارس ۱۹۹۴) بازیکن فوتبال اهل هلند است.

## تیم ملی
وی سابقه ۲۲ بازی و ۰ گل ملی برای تیم ملی فوتبال هلند در کارنامه دارد، همچنین پست تخصصی او، دفاع است.